# Parc national de la rivière Snowy
Le parc national de la rivière Snowy (en anglais : Snowy River National Park) est un parc national australien situé au Victoria, à 323 km à l'est de Melbourne. Nommé d'après la Snowy River, il abrite les gorges de la Little River, qui sont les plus grandes de tout le Victoria.

## Faune et flore
Il abrite de nombreuses espèces animales dont certaines considérées comme menacées ou vulnérables : le petrogale penicillata, le potorous longipes, ainsi que le chat marsupial à queue tachetée.